# Takeranklating
Takeranklating is een bestuurslaag in het regentschap Lamongan van de provincie Oost-Java, Indonesië. Takeranklating telt 3537 inwoners (volkstelling 2010).